# Cup Noodles
Cup Noodles (яп. カップヌードル, латиніз.: Kappu Nūdoru)  - бренд рамену швидкого приготування, розроблений у 1971 році і вироблений японською харчовою компанією Nissin Foods. Одноразові порції продукту упаковуються в пінопластові, пластикові або паперові стаканчики і готуються шляхом додавання окропу.
Торгова марка Cup Noodle також є зареєстрованою торговою маркою компанії Nissin Foods. У деяких країнах, наприклад, в Японії, використовується форма Cup Noodle в однині. Продукт надихнув різні конкуруючі продукти, такі як Maruchan's Instant Lunch.